# Cyathea pendula
Cyathea pendula là một loài dương xỉ trong họ Cyatheaceae. Loài này được Jenman mô tả khoa học đầu tiên năm 1882.
Danh pháp khoa học của loài này chưa được làm sáng tỏ. 